# Cumella caribbeana
Cumella caribbeana är en kräftdjursart som beskrevs av Mihai Bacescu 1971. Cumella caribbeana ingår i släktet Cumella och familjen Nannastacidae. Inga underarter finns listade i Catalogue of Life.